# 石川静 (声優)
石川 静（いしかわ しずか、1971年3月29日 - ）は、日本の女性声優。東京都出身。東京俳優生活協同組合所属。

## 略歴
勝田声優学院第8期卒業生。
1996年、俳協ボイスアクターズスタジオ第10期生。
1997年より東京俳優生活協同組合所属。

## 人物
声種はアルト。
少年役を担当することが多く、また、小学館プロダクション関連やXEBEC制作作品に声をあてることが多い。

## 出演
太字はメインキャラクター。

### テレビアニメ
1997年
- 烈火の炎（幼い紅麗）

1998年
- どっきりドクター（本郷ユキヒロ、女性職員、犯人の女）

1999年
- イソップワールド（タンタン）
- それいけ!アンパンマン（かっぱまきくん〈2代目〉、マイマイの子供たち（A）〈3代目〉、はくさいくん〈2代目〉）

2001年
- こみっくパーティー（2001年 - 2003年、大庭詠美） - 2シリーズ
- ジャングルはいつもハレのちグゥ（サギン）

2002年
- Cosmic Baton Girl コメットさん☆（プラネット王子）
- NARUTO -ナルト-（2002年 - 2003年、イナリ）
- わがまま☆フェアリー ミルモでポン!（ウィン）

2003年
- おもいっきり科学アドベンチャー そーなんだ!（2003年 - 2004年、トモル）
- カスミン（ウェイトレス）
- コロッケ!（ちびバーグ）
- さいころボット コンボック（剣イチロー）
- 冒険遊記プラスターワールド（コガブリオン）

2004年
- 北へ。〜Diamond Dust Drops〜（峰月公太）
- 蒼穹のファフナー（2004年 - 2015年、要澄美、グレゴリ型 / 少年〈マレスペロ〉） - 3シリーズ

2005年
- おでんくん（2005年 - 2009年、がんもくん、こんぶくん、ゴマキちゃん、ミートボーヤくん、こうちゃん 他）
- まじめにふまじめ かいけつゾロリ（2005年 - 2006年、マシュー、子供）
- ラムネ（石和恵太）

2006年
- ザ・サード 〜蒼い瞳の少女〜（四式自動歩兵）
- サルゲッチュ 〜オンエアー〜（2006年 - 2007年、カケル） - 2シリーズ
- すもももももも 地上最強のヨメ（虎金井天智）
- ヤマトナデシコ七変化♥（エステ店店長）

2008年
- しゅごキャラ!!どきっ（マー君）
- ファーブル昆虫記名作アニメシリーズ（ポール）
- BLASSREITER（クルト）
- ライブオン CARDLIVER 翔（2008年 - 2009年、天尾翔）

2010年
- NARUTO -ナルト- 疾風伝（2010年 - 2013年、イナリ）

2011年
- カードファイト!! ヴァンガード（2011年 - 2020年、葛木カムイ、ミニライザー） - 13シリーズ

2012年
- SKET DANCE（椿の母 / 医師の妻）

2013年
- みにヴぁん（2013年 - 2016年、葛木カムイ、バトルシスター もか、回転する剣 キリエル、会場アナウンス） - 2シリーズ

2014年
- ナンダカベロニカ（こんぺい）

### 劇場アニメ
1993年
- MOTHER 最後の少女イヴ（ネリー・シンジ）

2000年
- 風を見た少年

2005年
- あした元気にな〜れ! 〜半分のさつまいも〜（シゲオ）

2007年
- 白いファンタジア（朝川遙）
- 大ちゃん、だいすき。（タケ）

2010年
- 蒼穹のファフナー HEAVEN AND EARTH（要澄美）

2012年
- バカリズム THE MOVIE（子供A）

2014年
- 劇場版 カードファイト!! ヴァンガード ネオンメサイア（葛木カムイ）

### OVA
2000年
- リフレインブルー（岩崎ちなつ）

2001年
- ふしぎ遊戯 -永光伝-

2003年
- こみっくパーティーRevolution（大庭詠美）
- ジャングルはいつもハレのちグゥ FINAL（サギン）
- True Love Story Summer Days, and yet...（古内曜子）
- ふたりのジョー（マキ）

2006年
- 蜜×蜜ドロップス（浦部愛）

2019年
- 蒼穹のファフナー THE BEYOND（マレスペロ〈少年〉 / プロメテウス）

2023年
- 蒼穹のファフナー BEHIND THE LINE（要澄美）

### Webアニメ
- みにヴぁん ら〜じ（2022年、葛木カムイ）

### ゲーム
1999年
- スノボキッズプラス（ナンシー＝ネイル、女の子A）
- 超スノボキッズ（ウェンディ＝レーン）

2000年
- 冒険時代活劇ゴエモン（オロチ〈南海大帝〉、オクニ）

2001年
- がんばれゴエモン〜大江戸大回転〜（ゆき姫、スチールファイブ）
- こみっくパーティー（大庭詠美）
- メダロット5 すすたけ村の転校生（コイシマル、サキ）

2004年
- コロッケ!Great 時空の冒険者（ちびバーグ）
- 爆風スラッシュ キズナ嵐（アラシ）
- 我が竜を見よ（主人公）

2005年
- わがまま☆フェアリー ミルモでポン! どきどきメモリアルパニック

2013年
- カードファイト!! ヴァンガード ライド トゥ ビクトリー!!（葛木カムイ）

2014年
- カードファイト!! ヴァンガード ロック オン ビクトリー!!（葛木カムイ）

2016年
- カードファイト!! ヴァンガードG ストライド トゥ ビクトリー!!（葛木カムイ）

2019年
- ヴァンガード ZERO（葛木カムイ）

### ドラマCD
- ときめきメモリアル 旅立ちの詩 so long 〜藤崎詩織2〜（1999年、女子生徒）

### 吹き替え
- 運動靴と赤い金魚（ホセイン）
- クラリッサ
- ぼくのバラ色の人生（ジャン）
- ニコラスの贈りもの（ニコラス）※VHS版

### 特撮
2008年
- 炎神戦隊ゴーオンジャー（炎神トリプターの声）
- 炎神戦隊ゴーオンジャー BUNBUN!BANBAN!劇場BANG!!（炎神トリプターの声）
- 炎神戦隊ゴーオンジャー BONBON!BONBON!ネットでBONG!!（炎神トリプターの声）

2009年
- 炎神戦隊ゴーオンジャーVSゲキレンジャー（炎神トリプターの声）

2010年
- 侍戦隊シンケンジャーVSゴーオンジャー 銀幕BANG!!（炎神トリプターの声）

2018年
- 炎神戦隊ゴーオンジャー 10 YEARS GRANDPRIX（炎神トリプターの声）

### ナレーション
- Eテレ 課外授業 ようこそ先輩
- 土曜プレミアム『人体再生ロマンスペシャル もう一度抱きしめたい!!』
- ベネッセチャンネル 熱血サポート!夢応援
- ヴァンガっとく?〜アニメ『カードファイト!! ヴァンガード』の楽しみ方〜

### ラジオ
- カードファイト!! ヴァンガード ラジオ（HiBiKi Radio Station、2011年7月28日 - 2012年3月29日）
- カードファイト!!ヴァンガードRADIO!! LIMIT BREAK!!（HiBiKi Radio Station、2012年4月5日 - 2013年2月7日）

## ディスコグラフィ
- カードファイト!! ヴァンガード キャラクターソングアルバム スタンドアップ!ザ・ソング!!（葛木カムイ）
- カードファイト!! ヴァンガード アジアサーキット編 キャラクターソング vol.4 葛木カムイ&先導エミ「最高のトリガー!!」「笑顔にエール」（葛木カムイ）